# Svalbardsbräcka
Svalbardsbräcka (Saxifraga svalbardensis) är en stenbräckeväxtart som beskrevs av D.O. Øvstedal. Svalbardsbräcka ingår i bräckesläktet som ingår i familjen stenbräckeväxter. Arten har ej påträffats i Sverige. Inga underarter finns listade i Catalogue of Life.